# La Concordia (Nicarágua)
La Concordia é um município da Nicarágua, situado no departamento de Jinotega. Tem 151 km² de área e sua população em 2020 foi estimada em 7.294 habitantes.